# Sonja Kehler

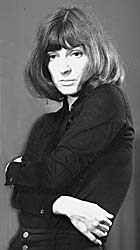
Sonja Kehler (1974)

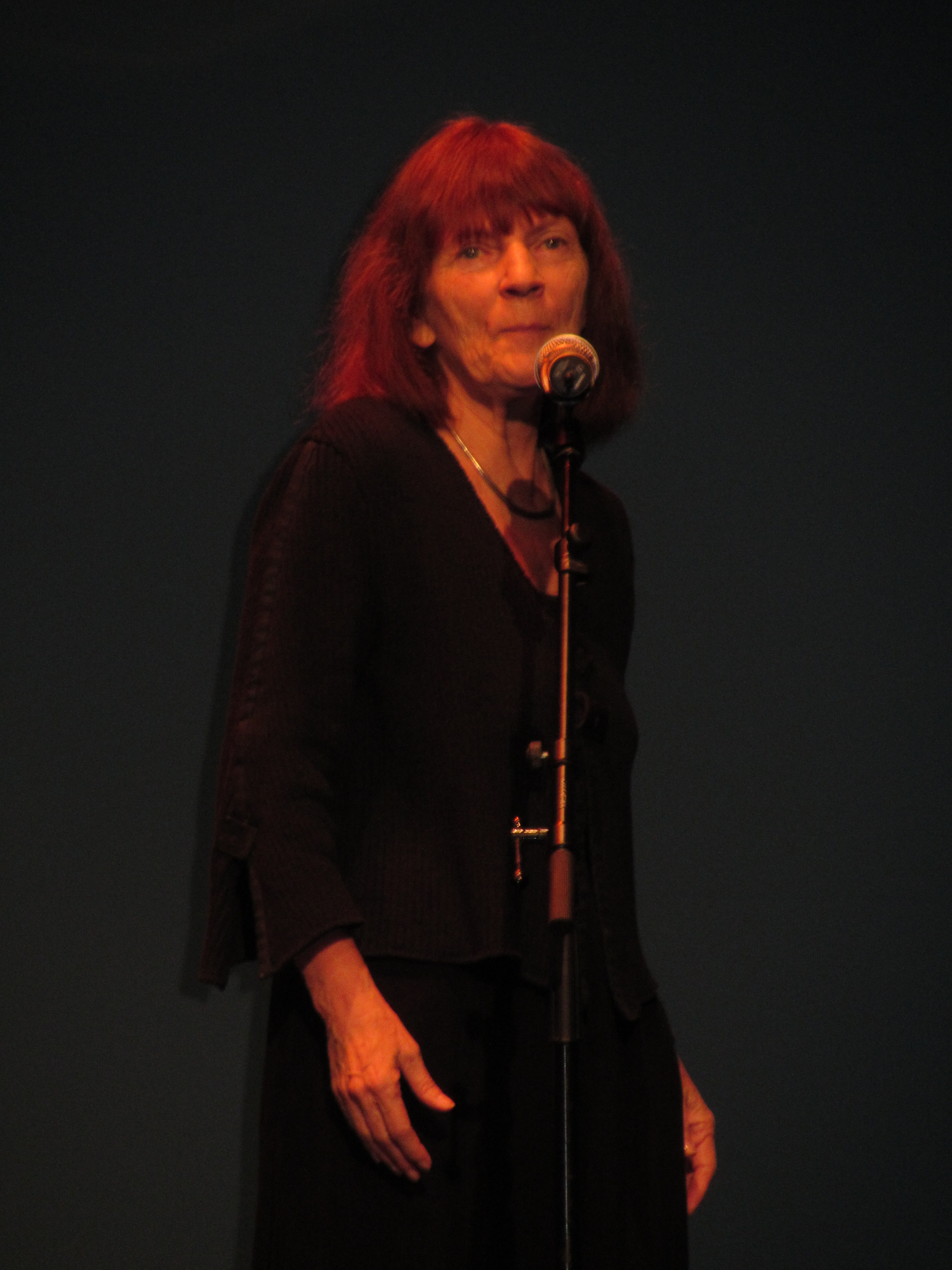
Sonja Kehler bei der Langen Hanns-Eisler-Nacht am 8. September 2012 in Berlin

Sonja Kehler (* 2. Februar 1933 in Haldensleben; † 18. Januar 2016) war eine deutsche Schauspielerin und Diseuse, die durch ihre Brecht-Interpretationen internationale Bekanntheit erlangte.

## Leben
Nach ihrem Schauspielstudium an der Theaterhochschule Leipzig war sie zunächst einige Jahre erfolgreich an verschiedenen DDR-Bühnen tätig, unter anderem als Luise in Kabale und Liebe, Shen Te in Der gute Mensch von Sezuan, Grusche in Der kaukasische Kreidekreis. Als Eliza Doolittle in My Fair Lady und Seeräuber-Jenny in der Dreigroschenoper gab sie erste größere Kostproben ihres auch musikalischen Talents. Feste Engagements hatte sie in Brandenburg und Karl-Marx-Stadt.
Letztlich war es auch die Gestaltung der Gesangsstücke der Brecht-Rollen, die Kehler bereits während ihres Schauspielstudiums zum Chanson brachte und die sie mit neuen Nuancen belebte. Bereits zu dieser Zeit nannte man sie die „singende Schauspielerin“. 1967 nahm sie an dem 1. Chanson-Wettbewerb der DDR teil und erhielt den Sonderpreis des Rundfunks.
1971 in Berlin stand Kehler schließlich mit ihrem ersten, eigenen Brecht-Programm (Musik: Kurt Weill, Bertolt Brecht, Paul Dessau, Hanns Eisler, Tilo Medek) auf der Bühne und wurde von Publikum wie Kritik gut aufgenommen. Bald auch von der internationalen Kritik als eine der erfolgreichsten und wichtigsten Interpretinnen deutscher Sprache beachtet, erschienen ihre Schallplatten, die sie fortan veröffentlichte, zum Teil auch in Westdeutschland und im Ausland. Sonja Kehler sang ihre Chansons häufig auch in mehreren Sprachen.
Diverse Tourneen und Reisen ins Ausland – noch zu DDR-Zeiten nach Polen, Ungarn, Bulgarien, Algerien, Schweden, Dänemark, Norwegen, Belgien, Luxemburg, in die CSSR und nicht zuletzt in die Bundesrepublik – zeugten des Weiteren vom internationalen Format der Künstlerin, die damals von einer Combo unter Leitung von Bernd Wefelmeyer begleitet wurde. In der DDR war sie zudem häufig im Radio und Fernsehen zu hören.
Nach der Wende arbeitete die Schauspielerin am Exzellenzhaus in Trier auch als Regisseurin, tritt aber auch weiterhin mit literarischen Programmen auf, die immer noch zum Besten gehörten, was diesbezüglich angeboten wurde. Ihre bevorzugten Autoren waren hierbei Brecht, Kästner, Tucholsky, Ringelnatz, Heinrich Heine und Else Lasker-Schüler, deren Texte sie sowohl gesprochen, gespielt, als auch gesungen darbot; häufig mit Milan Šamko als Begleiter am Klavier, mit dem sie schon in der DDR für Plattenaufnahmen und ähnlichem zusammengearbeitet hat. Bis heute sind über ein Dutzend langspielende Tonträger der Diseuse erschienen.
1999 war sie zudem in dem Kinofilm Helden wie wir, nach einem Roman von Thomas Brussig zu sehen.
Sonja Kehler fand ihre letzte Ruhestätte auf dem Südwestkirchhof in Stahnsdorf bei Berlin.

## Dänemark und „Stemmen i kroppen“-Buch
Seit den 1980ern bis 2016 war Kehler Dozentin auf der Staatlichen Schauspielschule i Odense (Skuespillerskolen ved Odense Teater, jetzt DDSKS), Dänemark. Hier entwickelte sie ihre eigene Stimmmethode für Schauspieler und Sänger. Ursprünglich um Bertolt Brechts komplexe Text- und Ausdrucksprache zu interpretieren. 2009 kam von dem dänischen Verlag Kastanjehøj das Buch "Stemmen i kroppen – en øvelsesbog i Sonja Kehlers stemmemetode" (Die Stimme im Körper – Ein Übungsbuch über Sonja Kehler's Stimmemethode) vom Sänger, Schauspieler und Autor Ulle Bjørn Bengtsson heraus. Bengtsson war früher ein Schüler von Sonja Kehler gewesen. Zitat von der Rückseite:
„Die Stimme im Körper ist ein Übungsbuch über eine physisch basierte Stimmmethode, entwickelt von der deutschen Schauspielerin und Sängerin Sonja Kehler. Die Essenz der Methode ist das trainieren eines natürlich tiefen atmung und eine, tief im Körper sitzende, Stimmstütze, von der die Fähigkeit kontrolliertem Stimmgebrauch während physischer Bewegung geübt wird. Die Übungen haben andere Positive Effekte, wie erhöhte Stärke und Geschmeidigkeit, erhöhte Erdung und Gleichgewichts Fähigkeit, und ganz basal ein erhöhtes gemaind befinden, was Die Stimme im Körper für eine große menge von Menschen wervendbar macht.“

## Diskografie
- Was glaubt ihr denn, wenn nicht an euch? (mit Dieter Mann und Stefan Lisewski; LP Litera 8 60 190, 1972)
- Monolog über die Liebe (LP Litera 8 65 191, 1973)
- Eisler: Lieder mit Sonja Kehler (LP Nova 8 85 087, 1973)
- Mitternachtstrolleybus (mit Winfried Wagner; LP Litera 8 65 212, 1974)
- Sonja Kehler singt Hanns Eisler (LP Songbird, 1975)
- So muß es sein, Marie – Neue Lieder mit Sonja Kehler (LP Nova 8 85 115, 1976)
- Dessau – Lieder. Sonja Kehler singt Lieder von Paul Dessau nach Texten von Bertolt Brecht (LP Nova 8 85 120, 1977)
- Brecht-Portrait (LP/CD Wergo, 1978)
- Geflügelte Sätze. Lieder mit Sonja Kehler (LP Nova 8 85 162, 1978)
- Sonja Kehler singt Brecht; (LP pläne S 44 601, 1978)
- Gegen die Phrase, die Langeweile und das allgemeine Geschwätz – Dichtungen von Johannes R. Becher (LP Litera 8 65 281, 1980)
- Mitteilung an meine bedrückten Freunde (Links Händle Records, 1981)
- Die Welt ist rund? (LP) (Amiga 8 45 311, 1987)
- Helles Schlafen, dunkles Wachen – Else Lasker-Schüler (CD) (SK, 1998)

CD-Kompilationen:
- Sonja Kehler singt Brecht (CD) (Berlin Classics, 2008) – Recordings 1972–78
- Der Brecht und ich – Hanns Eisler in Gesprächen und Liedern (CD) (Berlin Classics, 2008) – Mit Sonja Kehler, Ernst Busch, Hanns Eisler selber und anderen.

## Bühnenauftritte

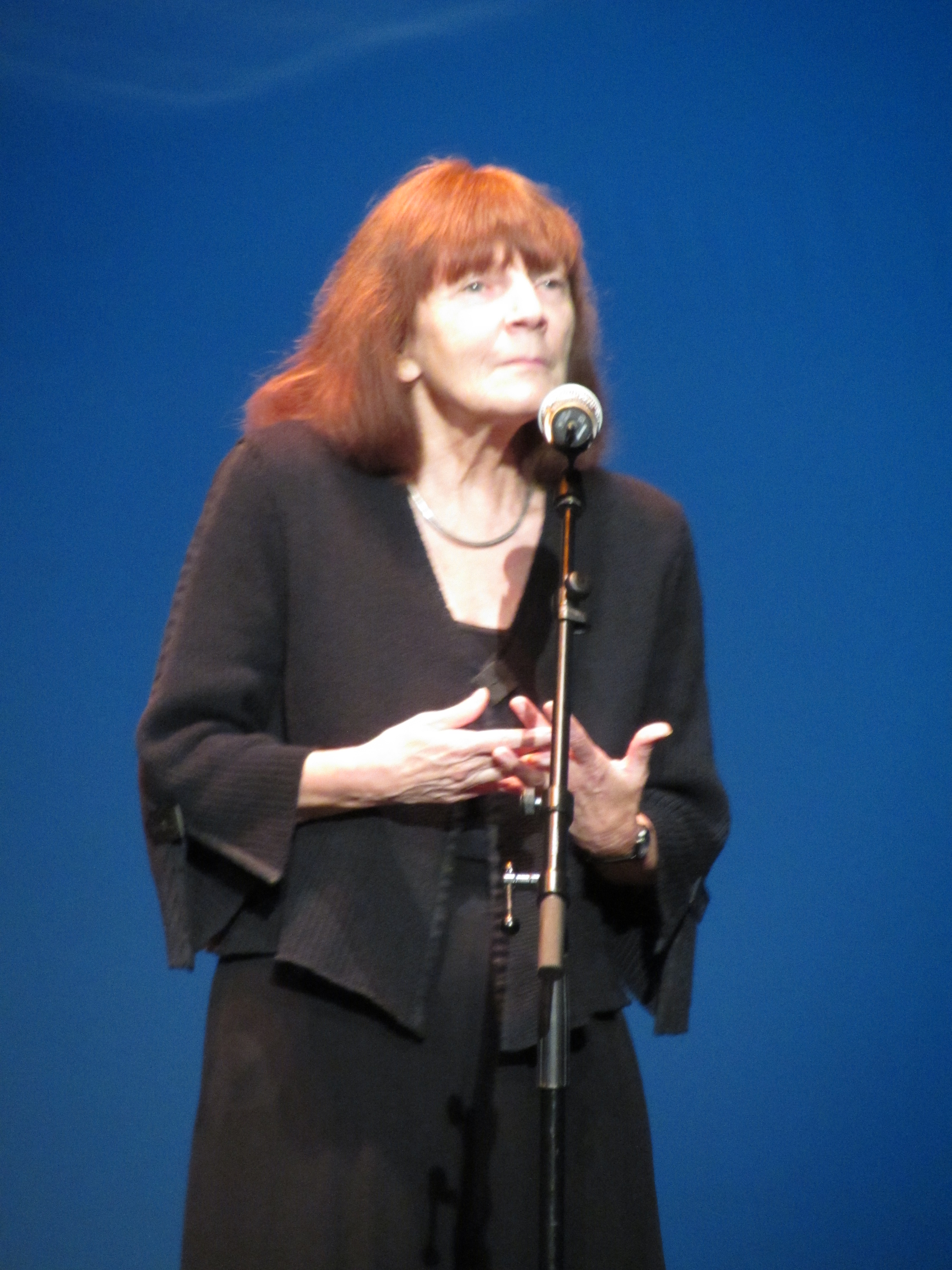
Sonja Kehler singt bei der Langen Hanns-Eisler-Nacht am 8. September 2012

- Luise in Kabale und Liebe (Friedrich Schiller) (Theater Neustrelitz, 1959?)
- Katharina in Der Widerspenstigen Zähmung (William Shakespeare) (Theater Neustrelitz, 1959?)
- Shen Te in Der gute Mensch von Sezuan (Bertolt Brecht) (Brandenburger Theater, 1960?)
- Eliza Doolittle in My Fair Lady (Alan Jay Lerner/Frederick Loewe) Karl-Marx-Stadt (Chemnitz, 1961?)
- Jenny in Dreigroschenoper (Bertolt Brecht) Theater Karl-Marx-Stadt (Chemnitz, 1961?)
- Grusche in Der Kaukasische Kreidekreis (Bertolt Brecht)
- Elisabeth in Maria Stuart (Friedrich Schiller) – (Staatstheater Stuttgart?) (Regie Harald Quist)
- Phaedra in Phaedra (P. O. Enquist) – Stadttheater Klagenfurt (Dir. Alexandra Thaer)
- ShenTe/ShuiTa in Der gute Mensch von Sezuan (Bertolt Brecht) Castrop-Rauxel (Regie Franz Bäck)
- Anna in Die sieben Todsünden der Kleinbürger (Bertolt Brecht) (Kopenhagen) (Regie Morton Grue)
- Dame in Grau Happy end (Brecht/Hauptmann) – (Team Teatret, Herning, Dänemark, 1990) (Regie Sonja Kehler)
- Heather (Ich steig aus und mach ’ne eigene Show) Edith Piaf

Solo-Auftritte
- Briefe aus dem Gefängnis (Rosa Luxemburg)
- Heute Abend – Lola Blau (Georg Kreisler)
- Liebesgeschichte des Jahrhunderts (Märta Tikkanen)

## Hörspiele
- 1970: Ève Curie: Meine Mutter, Madame Curie (Marie Curie) – Regie: Flora Hoffmann (Hörspielbearbeitung – Rundfunk der DDR)
- 1970: Wolfgang Kießling: Es gibt nur einen Weg (Vera Kaschkadamowa) – Regie: Maritta Hübner (Kinderhörspiel – Rundfunk der DDR)
- 1970: Helga Pfaff: Die Schildbürger (Sängerin) – Regie: Horst Liepach (Kinderhörspiel – Rundfunk der DDR)
- 1972: Gerd Bieker: Festraketen (Frau Winter) – Regie: Maritta Hübner (Kinderhörspiel – Rundfunk der DDR)
- 1972: Agnieszka Osiecka: Appetit auf Frühkirschen – Regie: Albrecht Surkau (Hörspiel – Rundfunk der DDR)
- 1973: Hans-Ulrich Lüdemann: Überlebe das Grab (Anwältin) – Regie: Werner Grunow (Hörspiel – Rundfunk der DDR)

## Rezensionen
Auf dem Cover von Monolog über die Liebe:
- „Sonja Kehler verfügt über eine herbschöne wandlungsfähge Stimme, wohlfundiert in der Tiefe und bis in erstaunliche Höhe ausdrucksvoll moduliert.“ (Neue Zeit, 1971)
- „Konsequent bleibt Sonja Kehler in ihrem stimmlichen wie darstellerischen Gestus immer auf dem Ausgangsboden des Schauspielerischen, meidet jede rein sängerische Ambition in genauer Kenntnis der Spezifik des Genres.“ (Leipziger Volkszeitung, 1972)
- „Das Lied erscheint die ganze Zeit von vollem Bewußtsein durchdrungen. Sie weiß, was sie singt und sie versteht auch, ihren Zuhörern das verständlich zu machen.“ (Helsingin Sanomat, 1972)
- „… Wie überhaupt die leisen Töne, verhaltener Charme, Innigkeit gelegentlich auch gepaart mit leiser Ironie, ihre eigentlichen Domänen zu sein scheinen.“ (Der Morgen, 1971)

Weitere:
- „Man kann von ihr wirklich sagen, sie sei eine gestische Schauspielerin. Das Anziehende, oftmals Hinreißende ihres Vortrags besteht gerade darin, daß sie zu jedem Gedicht, das sie singend vorträgt, einen eigenen Gestus zu finden vermag: Wie sie dasteht, wie sie mit ihren Armen und Händen und Fingern redet, wie sie die Züge ihres Gesichts dem, was sie singt, anpaßt oder widersetzt, und natürlich, wie sie die Stimme moduliert und selbst gestisch wirken läßt und wie sie das Kunststück fertig bringt, sich in kaum einer Geste zu wiederholen.“ (Prof. Dr. Ernst Schumacher)[2]
- „Nebenbei: Unbelehrbar, wie Sonja Kehler nun offenbar mal ist, hält sie auch an einer Tugend fest, die aus der Mode gekommen ist. Sie spricht die Texte so, daß man sie versteht. Artikulation als Voraussetzung eines Berufs, dessen Grundlage das öffentliche Sprechen ist.“ (Thomas Rothschild)[2]